# 艾哈邁德雷扎·佐爾法加里
艾哈邁德雷扎·佐爾法加里·達里安尼（波斯語：احمدرضا ذوالفقاری داریانی，羅馬化：Ahmadreza Zolfaghari Daryani，1959年11月26日—2025年6月13日）是一名伊朗核物理學家，也是沙希德·貝赫什提大學核科學系的前任系主任。他在2025年6月以色列襲擊伊朗時喪生。

## 生平
艾哈邁德雷扎·佐爾法加里是沙希德·貝赫什提大學核工程系的教員。據報導，他在與伊朗核科學相關的教育和研究方面發揮了重要作用。佐爾法加里和阿卜杜勒哈米德·米努切赫爾都積極參與涉及伊朗核技術發展的國家和戰略項目。他還參與了與核工業相關的專門委員會，並為核技術知識的本地化做出了貢獻。
他也是《核技術與能源》期刊的主編。
2025年6月13日，他死於以色列對伊朗的空襲，享年65歲。